# アル・プラザ京田辺
アル・プラザ京田辺（アルプラザきょうたなべ）は、京都府京田辺市にある平和堂のショッピングセンター。平和堂と41店舗の専門店街から構成されている。

## 概要
1階に食料品コーナーやマクドナルドやミスタードーナツなどのフードコート、2階には衣料品売り場と一部の専門店、3階にはゲームセンターやダイソーなどの専門店や駐車場、4階には駐車場が存在する。
駅直結型店舗であり、京田辺駅と連絡橋で接続している。

## 周辺施設
- 京田辺市立図書館
- ジョイフル新田辺店
- 新田辺駅